# Nervi occipital major
El nervi occipital major és un nervi del cap. És un nervi espinal, concretament la branca medial de la branca primària dorsal del nervi espinal cervical 2. Neix entre la primera i la segona vèrtebra cervical, ascendeix i després travessa el múscul semiespinós. Ascendeix més per subministrar la pell al llarg de la part posterior del cuir cabellut fins al vèrtex. Proporciona sensació al cuir cabellut a la part superior del cap, sobre l'orella i sobre la glàndula paròtide.